# Hacienda San Pedro
Hacienda San Pedro är en ort i Mexiko.   Den ligger i kommunen General Zuazua och delstaten Nuevo León, i den centrala delen av landet, 700 km norr om huvudstaden Mexico City. Hacienda San Pedro ligger 398 meter över havet och antalet invånare är 3 707.
Terrängen runt Hacienda San Pedro är platt. Runt Hacienda San Pedro är det mycket tätbefolkat, med 1 361 invånare per kvadratkilometer. Närmaste större samhälle är Ciudad Apodaca, 17,2 km söder om Hacienda San Pedro. Trakten runt Hacienda San Pedro består i huvudsak av gräsmarker.